# Ernst Larsen
Ernst Willy Larsen, surnommé Kruska, (né le 18 juillet 1926 à Ranheim et mort le 2 décembre 2015) est un athlète norvégien spécialiste du 3 000 mètres steeple licencié au Ranheim Idrettslag.

## Carrière

### Palmarès
| Date | Compétition           | Lieu      | Résultat | Performance  |
| ---- | --------------------- | --------- | -------- | ------------ |
| 1954 | Championnats d'Europe | Berne     | 3e       | 8 min 53 s 2 |
| 1956 | Jeux olympiques d'été | Melbourne | 3e       | 8 min 44 s 0 |

### Records
| Épreuve              | Performance  | Lieu | Date |
| -------------------- | ------------ | ---- | ---- |
| 3 000 mètres steeple | 8 min 42 s 4 |      | 1956 |